# Rafał Kotwis
Rafał Kotwis (ur. 1978 w Złotowie) – polski artysta, rzeźbiarz. Interesuje się szeroko pojmowaną rzeźbą oraz grafiką komputerową 3D. Jego dzieła łączą w sobie sztukę i technikę, zajmuje się także zjawiskiem immersji w sztuce. W latach 2020–2023 Dziekan Wydziału Rzeźby Uniwersytetu Artystycznego im. Magdaleny Abakanowicz w Poznaniu.

## Wykształcenie
W latach 1994–1999 uczęszczał do Technikum elektronicznego we Wronkach. Od 2000 do 2005 studiował na Akademii Sztuk Pięknych w Poznaniu. W latach 2002–2005 studiował na Uniwersytecie im. Adama Mickiewicza na wydziale Nauk Społecznych, kierunek Filozofia. W 2005 obronił dyplom z wyróżnieniem w zakresie rzeźby u Józefa Petruka. W 2012 uzyskał stopień doktora sztuk plastycznych na podstawie pracy Rzeźba „krytyczna” w przestrzeni publicznej. Przedmiot-Podmiot. Habilitował się w 2020, przedstawiając dzieło Made by Kotwis.

## Wystawy indywidualne
- 2012 – „Galeria” – Galeria Miejska, Mosina;
- 2013 – „Zegar” – City Center, Poznań;
- 2015 – „Made by Kotwis” – Rotunda UAP, Poznań;
- 2016 – „Rzeźba/Plas_ky” – Tesinske Divadlo, Cieszyn – Czechy;
- 2017 – „Obiekt, elektronika” – Magiel, Galeria Sztuki Współczesnej, Wielichowo;
- 2018 – „Kuszenie Zbrush’a” – Galeria JAK, Poznań
- 2022 – „TRANSmisja”– Rotunda UAP, Poznań;
- 2024 – „Kuszenie ZBrush’a III” – Galeria Miejska, Mosina.

## Wystawy zbiorowe
- 2012 – „Galeria znaleziona”, wystawa Katedry Rzeźby UAP, Hotel Kolegiacki, Poznań;
- 2012 – „Figurama 12”, Le_ště Ruzyně Praha, (Le_ště Václava Havla Praha) Artelerie – Pedagogové/ Artelery – Pedagogues;
- 2013 – „Framugi”, Poznań, Galeria Korytarz, Klub OPCJA;
- 2013 – Wystawa Pedagogów w Palmiarni, Poznań;
- 2014 – Wystawa w KMUTNB, Bangkok, Tajlandia;
- 2014 – „Synteza sztuk”, Wilno, Litwa;
- 2014 – „Figurama 14”, Kutna Hora, Czechy, Kutná Hora, GASK – Galerie Středočeského Kkraje / Gallery of the Central Bohemian Region + Artelerie – Pedagogové / Artelery – Pedagogues;
- 2014 – „Segregator obecności, DWDS”, Muzeum ziemiaństwa w Dobrzycy;
- 2015 – Wystawa WRIP w AULI ASP GDAŃSK;
- 2015 – „Po Drzewach”, Hotel Kolegiacki, Poznań;
- 2015 – „Kolumnada II”, Politechnika Poznańska, Poznań;
- 2015 – „Synteza Sztuk”, Muzeum Okręgowe, Chmielnickie, Ukraina;
- 2016 – „Segregator obecności – człowiek tu i teraz”, Muzeum Regionalne w Słupcy;
- 2016 – „Synteza Sztuk IV”, BWA, Bydgoszcz;
- 2016 – „Aktualne”, CK Zamek, Poznań;
- 2016 – „Kolumnada III”, Politechnika Poznańska, Poznań;
- 2016 – „Synteza Sztuk”, Muzeum Okręgowe, Chmielnickie, Ukraina;
- 2016 – „Segregator obecności – człowiek tu i teraz”, Galeria – Mona, Poznań;
- 2017 – „Synteza Sztuk V”, BWA, Bydgoszcz;
- 2017 – „Litość i Trwoga”, Galeria ODA, Piotrków Trybunalski;
- 2018 – „Prawdziwe historie” w Skalar Office Center, Poznań;
- 2018 – „Przestrzenie ziemi”, Galeria Magiel II, Wielichowo;
- 2018 – „25 lat Galerii w Mosinie – Rzeźba”, Galeria Miejska w Mosinie;
- 2018 – „Niech żyje nam”, Galeria ODA, Piotrków Trybunalski.

## Ważniejsze publikacje
- 2012 – „Figurama 12”, wyd.: Figurama o. s., Founda_on, Praga , ISBN 978–80–904889–1-5;
- 2013 – „Zeszyt rzeźbiarski”, nr 5/ 2013, „Sylwetka absolwenta”, wyd.: Akademia Sztuk Pięknych weWrocławiu, ISBN 978–83–60520–90–1;
- 2014 – „Segregator obecności”, DWDS, Muzeum Ziemiaństwa w Dobrzycy, wyd.: Uniwersytet Artystyczny w Poznaniu, ISBN 978–83–63533–28–1;
- 2014 – „Figurama 14”, wyd.: Figurama o. s., Founda_on, Praga, ISBN 978–80–904889–3-9;
- 2014 – „Synteza sztuk”, wyd.: Uniwersytet Technologiczno-Przyrodniczy w Bydgoszczy, ISBN 978–83–64235–37–5;
- 2014 – „Synteza sztuk”, Dom Kultury w Wilnie, wyd.: Uniwersytet Technologiczno-Przyrodniczy w Bydgoszczy, ISBN 978–83–64235–38–2;
- 2015 – „III Studenckie Biennale Małej Formy Rzeźbiarskiej”, wyd.: Uniwersytet Artystyczny w Poznaniu, ISBN 978–83–63533–63–2;
- 2015 – „Wydział Rzeźby i Działań Przestrzennych UAP, AULA Wydziału Rzeźby ASP Gdańsk”, wyd.: Uniwersytet Artystyczny w Poznaniu, Gdańsk, ISBN 978–83–63533–56–4.